# Irsee

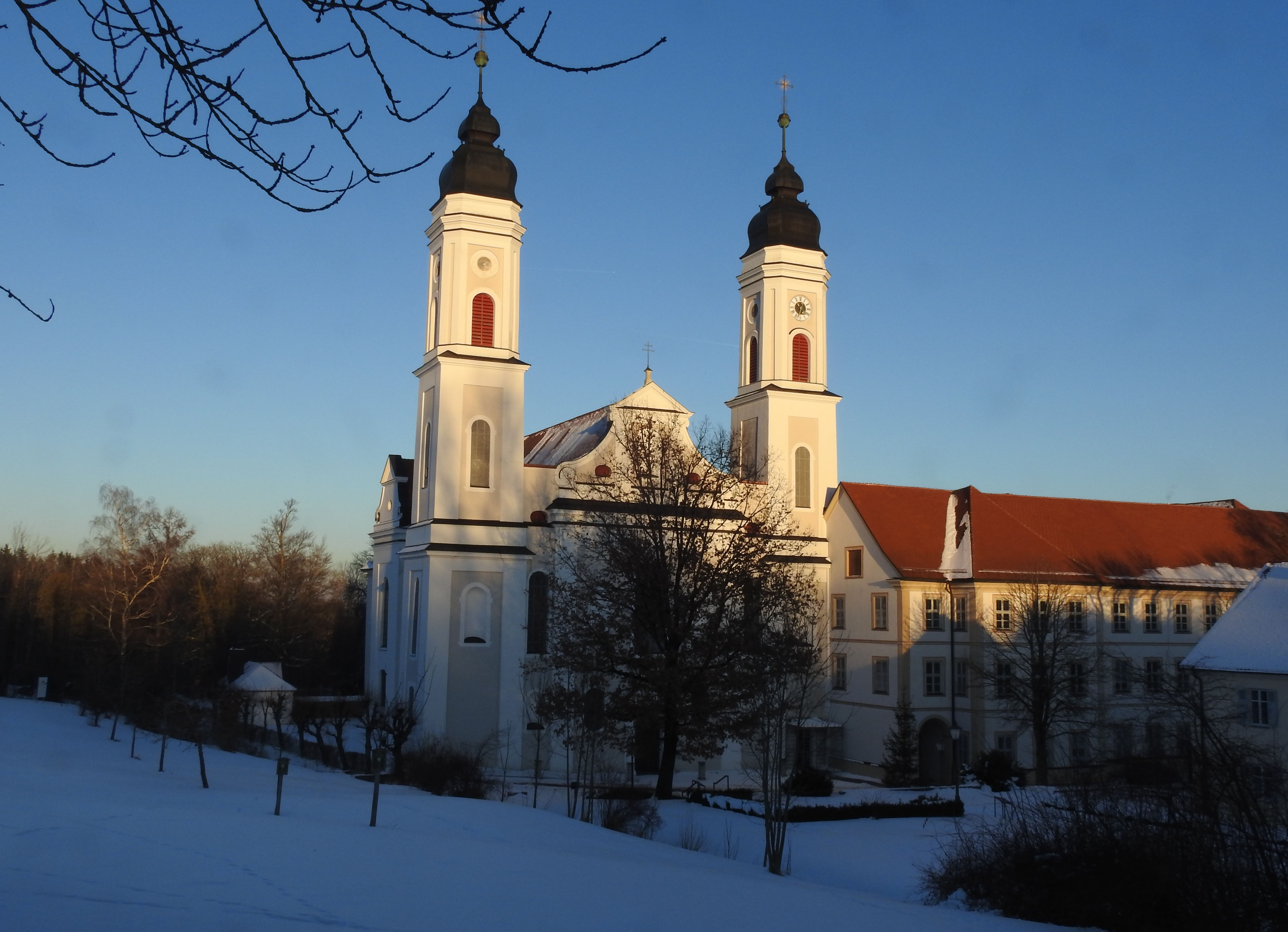
Klosterkirche Irsee im Winter

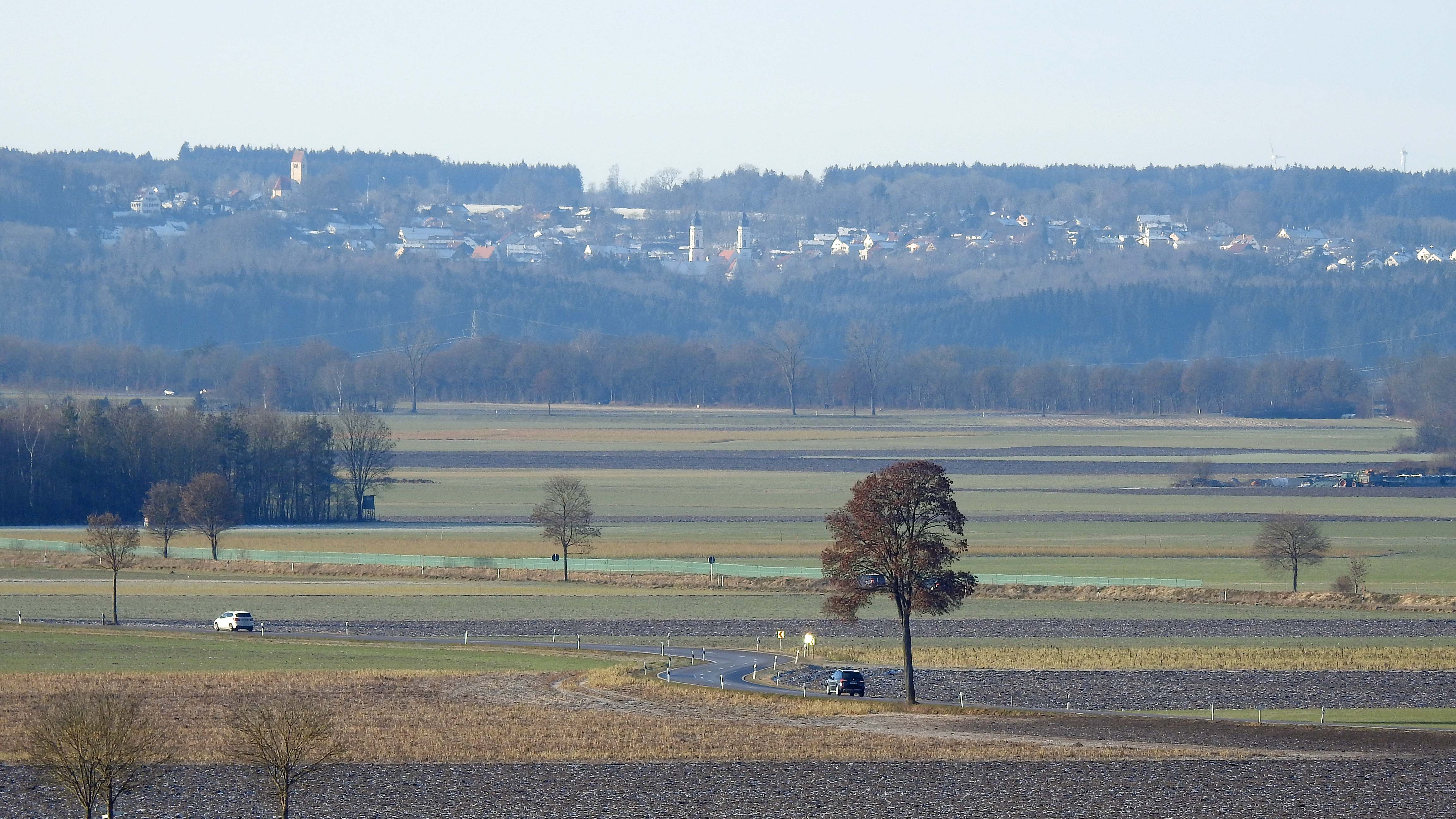
Irsee von Osten

Irsee ist ein Markt im schwäbischen Landkreis Ostallgäu.

## Geografie
Irsee liegt in der Region Allgäu im Landkreis Ostallgäu, etwa 4,5 km nordwestlich von Kaufbeuren. Die Höhenlage der Marktgemeinde beträgt 666 bis 822 m ü. NHN.
Die Gemeinde hat 6 Gemeindeteile (in Klammern ist der Siedlungstyp angegeben):
- Bickenried (Einöde)
- Eiberg (Weiler)
- Haslach (Einöde)
- Irsee (Hauptort)
- Oggenried (Dorf)
- Wielen (Weiler)

Es gibt nur die Gemarkung Irsee.

## Geschichte
Ursprünglich lautete der Name des Ortes Ursin. Die erste urkundliche Erwähnung erfolgte im Jahre 982.
Die zunächst hier noch ansässigen Feudalherren, welche sich von Ursin nannten, errichteten eine Burg und stifteten im 12. Jahrhundert das Kloster Irsee.
Am 1. September 1849 wurde die „Kreis-Irrenanstalt Irsee“ für etwa achtzig Patienten in den Klostergebäuden eröffnet.
Die Abteilung des heutigen Bezirkskrankenhaus Kaufbeuren im Kloster Irsee wurde 1972 geschlossen.
Der Markt Irsee gehörte bis zur Säkularisation 1803 zur Reichsabtei Irsee. Irsee besaß das Marktrecht mit wichtigen Eigenrechten. Seit dem Reichsdeputationshauptschluss von 1803 gehört der Ort zu Bayern.
Auf dem Gebiet der Gemeinde wurden folgende Einwohnerzahlen ermittelt:
| Jahr      | 1840 | 1871 | 1900 | 1925 | 1939 | 1950 | 1961 | 1970 | 1987 | 1991 | 1995 | 2000 | 2005 | 2010 | 2015 | 2020 |
| Einwohner | 574  | 965  | 1091 | 1082 | 1092 | 1616 | 1509 | 1324 | 1248 | 1304 | 1332 | 1350 | 1385 | 1412 | 1481 | 1547 |

Von 1988 bis 2008 wuchs Irsee um 166 Einwohner bzw. ca. 14 %. Zwischen 1988 und 2018 wuchs die Gemeinde von 1219 auf 1507 um 288 Einwohner bzw. um 23,6 %.

## Politik und Öffentliche Verwaltung
Die Gemeinde ist Mitglied der Verwaltungsgemeinschaft Pforzen.

### Gemeinderat und Bürgermeister
Die Wahl am 15. März 2020 hatte folgendes Ergebnis:
- Bürgerforum: 6 Sitze (50,81 %)
- Freie Wähler Gemeinschaft: 3 Sitze (26,80 %)
- Offene Liste: 3 Sitze (22,39 %).

Die Sitzverteilung ist gegenüber der Amtszeit 2014 bis 2020 unverändert geblieben. Die Wahlbeteiligung betrug 70,77 %.
Erster Bürgermeister ist Andreas Lieb (* 1963; Bürgerforum). Dieser wurde im Jahr 2002 Nachfolger von Rudolf Scharpf (CSU/Unabhängige Bürger). Bei der Kommunalwahl 2014 wurde dieser mit 93,5 % der gültigen Stimmen im Amt bestätigt und am 15. März 2020 mit 89,04 % der Stimmen für weitere sechs Jahre gewählt.

### Gemeindefinanzen
Im Jahr 2013 betrugen die Gemeindesteuereinnahmen 1.137.000 Euro, davon waren 256.000 Euro Gewerbesteuereinnahmen (netto).

### Wappen und Flagge
|  |  |

| | Blasonierung: „In Rot übereinander zwei silberne Löwen, der obere nach rechts, der untere nach links gewendet.“ |
| Wappenbegründung: Der Ort Irsee erhielt 1782 Marktrechte und führt seit 1837 ein Wappen. Bis zur Säkularisation 1803 gehörte er zum gleichnamigen Reichsstift. Ursprünglich hieß der Ort Ursin, dessen Edelherren Vasallen der Welfen, des Hochstifts Augsburg und des Klosters Kempten waren. Um 1130 verlegten sie ihren Sitz nach Ronsberg und benannten sich danach. 1182 erhielten sie die Markgrafenwürde, starben jedoch 1212 im Mannesstamm aus. Das Kloster Irsee entstand aus einer Einsiedelei. Graf Heinrich von Ronsberg holte 1182 einen Benediktiner aus Isny als Vorsteher nach Irsee. Die Mönche zogen 1185 zunächst auf die verlassene Burg der Herren von Ursin, errichteten aber 1190 wegen Wassermangels ihr Kloster unterhalb der Burg. Unter Abt Roman Koepfle (1692–1703) erlangte das Kloster Reichsunmittelbarkeit und hohe Gerichtsbarkeit. 1818 nahm die Gemeinde eigenmächtig ein Wappen mit einem Bären an, der für die Herren von Ursin stehen sollte. Das heutige Wappen von 1837 zeigt zwei Löwen aus dem Wappen der Herren von Ramschwag, der letzten Stiftsvögte. Damals hielt man die Ramschwager Löwen irrtümlich für das Wappen des Klostergründers Heinrich von Ronsberg. Die Gemeinde Irsee führt eine weiß-rot-weiß gestreifte Flagge mit dem nach oben versetzt aufgelegten Wappen, das am 15. Juli 1837 von König Ludwig I. verliehen wurde. | |

### Gemeindepartnerschaften
Seit 1987 ist die französische Gemeinde Montsûrs im Département Mayenne Partnergemeinde von Irsee.

## Wirtschaft und Infrastruktur

### Wirtschaft einschließlich Land- und Forstwirtschaft
Im Jahr 2021 gab es nach der amtlichen Statistik im produzierenden Gewerbe 39 sozialversicherungspflichtig Beschäftigte am Arbeitsort. In sonstigen Wirtschaftsbereichen waren am Arbeitsort 174 Personen sozialversicherungspflichtig beschäftigt. Sozialversicherungspflichtig Beschäftigte am Wohnort gab es 573.
Im Jahr 2020 bestanden 26 landwirtschaftliche Betriebe mit einer landwirtschaftlich genutzten Fläche von mehr als zwei Hektar. Die gesamte landwirtschaftlich genutzte Fläche betrug 1179 ha. Davon waren 316 ha Ackerfläche und 863 ha Wiesen und Weideland.
Im Bauhauptgewerbe gab es im Jahr 2021 zwei Betriebe.

### Bildung
Im Jahr 2022 bestanden folgende Einrichtungen:
- ein Kindergarten mit 76 Plätzen, den 76 Kinder besuchten
- eine Volksschule mit vier Klassen, zwei Lehrkräften und 64 Kindern (Schuljahr 2021/22)

### Wasserversorgung
Die Gemeinde versorgt sich über mehrere Quellen südwestlich des Hauptortes. Es besteht ein ca. 188 ha großes Wasserschutzgebiet im Süden Irsees.

## Kultur, Sport und Freizeit

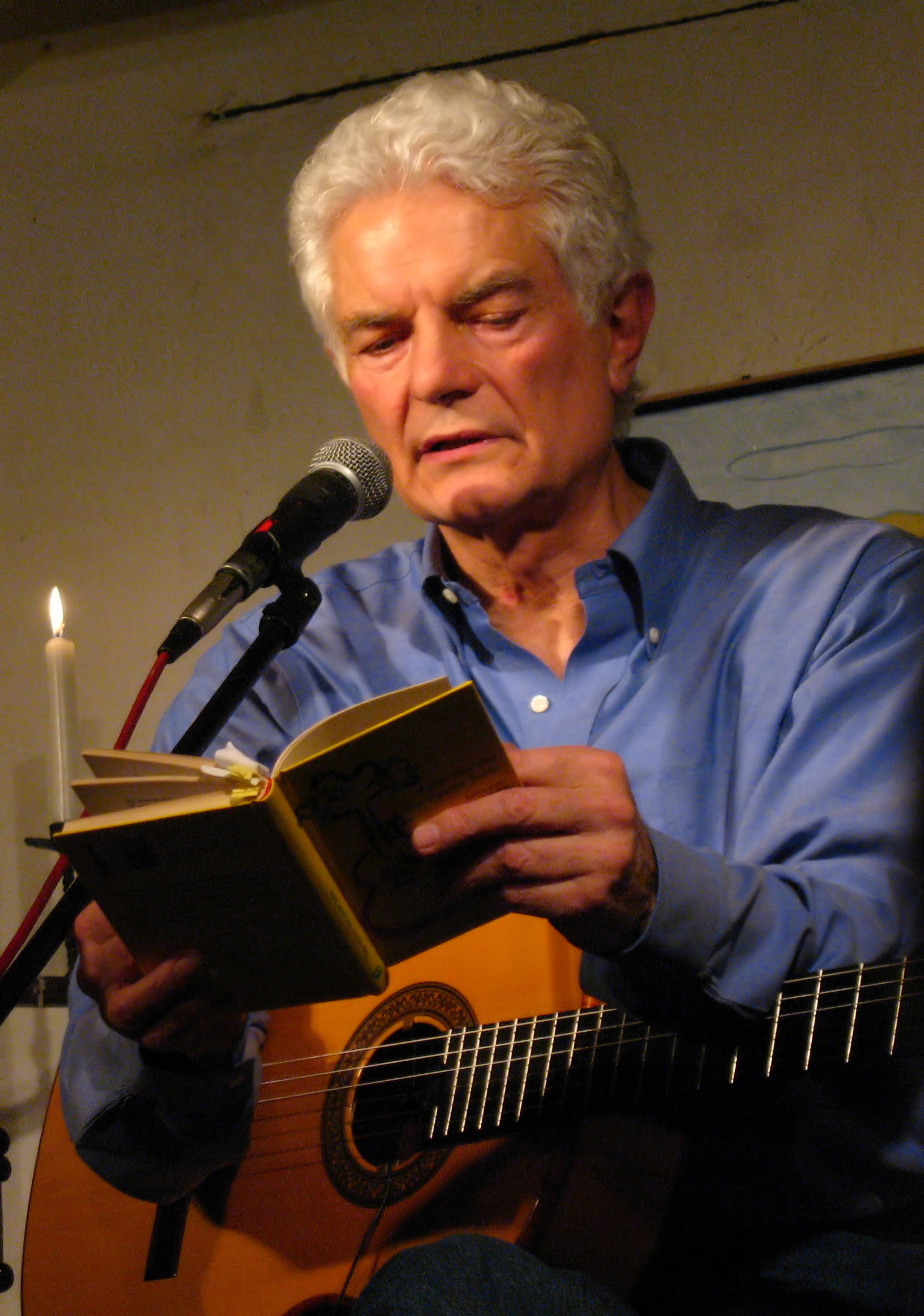
Peter Horton im ALTBAU, 2008

### Veranstaltungen im Kloster Irsee
Der Irseer Pegasus ist eine jährlich im Januar stattfindende Literaturveranstaltung der Regionalgruppe Schwaben des Verbandes deutscher Schriftsteller (VS) und der Schwabenakademie Irsee.
Von 1993 bis 2011 fand jährlich Ende August/Anfang September das Festival Klang & Raum unter Leitung des Dirigenten Bruno Weil statt. Es widmete sich der Musik des 18. und 19. Jahrhunderts und ihrer Aufführung mit historischen Instrumenten.

### Galerie und Kleinkunstbühne ALTBAU
Das kleine privat geführte Kulturzentrum besteht seit 1978. Es ist die älteste Einrichtung dieser Art im Allgäu und eine der ältesten Kleinkunstbühnen Bayerns.

### Biomarkt
Seit 1998 findet jeden Freitag im historischen Dorfkern von Irsee ein Biomarkt statt.

### Natur und Naherholungseinrichtungen
Der Oggenrieder Weiher am westlichen Ortsrand ist ein beliebtes Badegewässer.

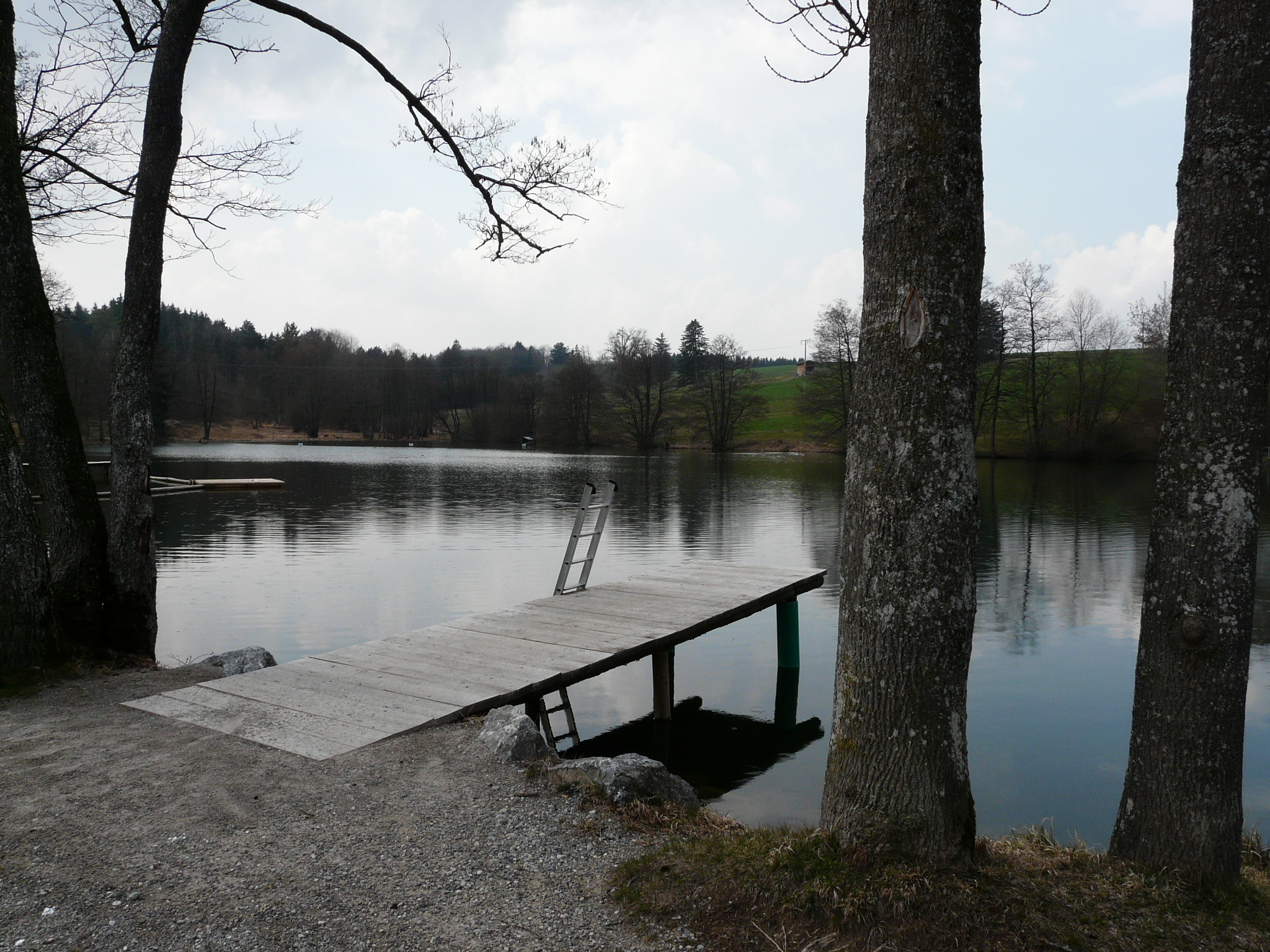
Oggenrieder Weiher

## Baudenkmäler

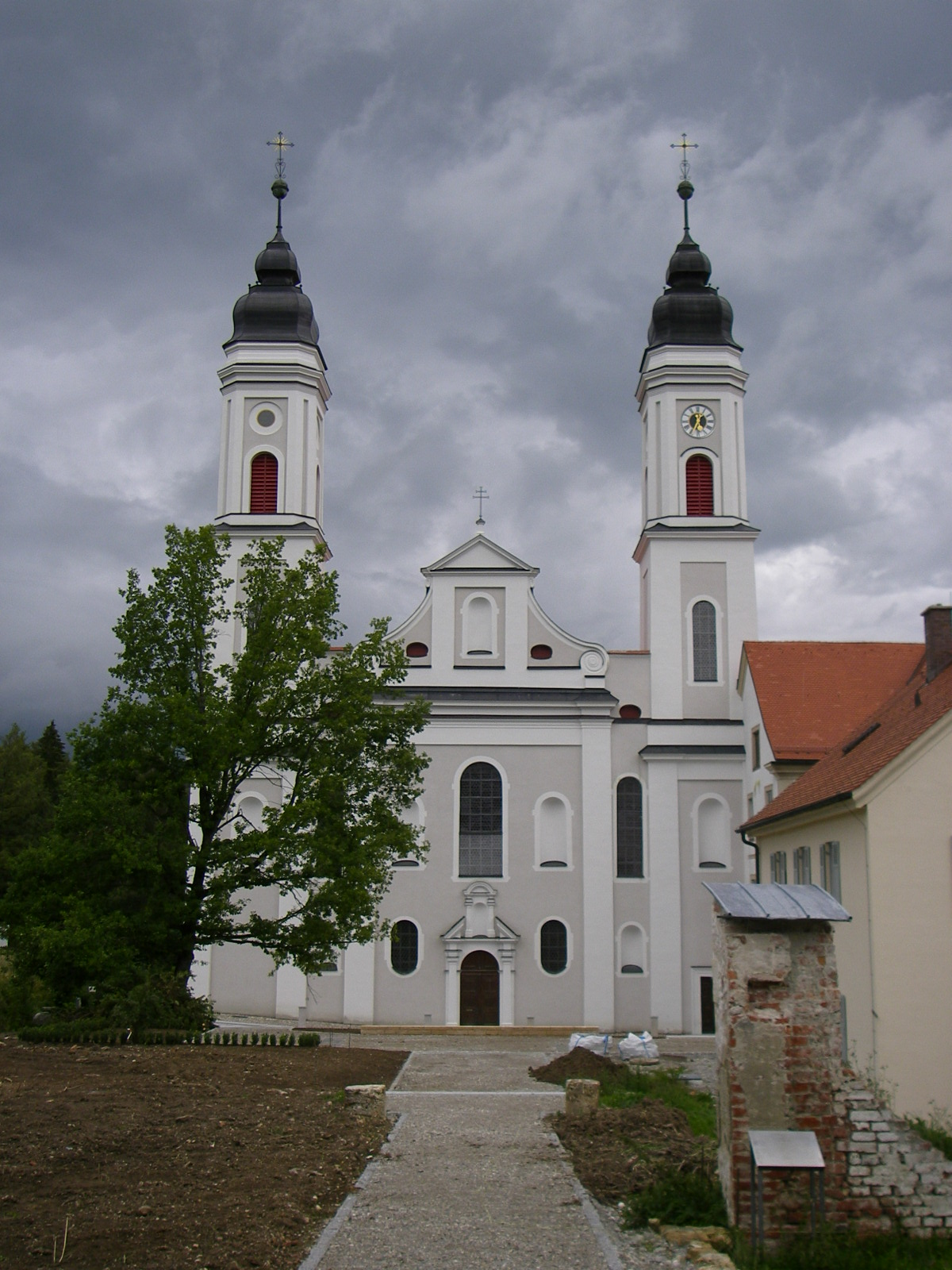
Klosterkirche St. Peter und Paul (Irsee)

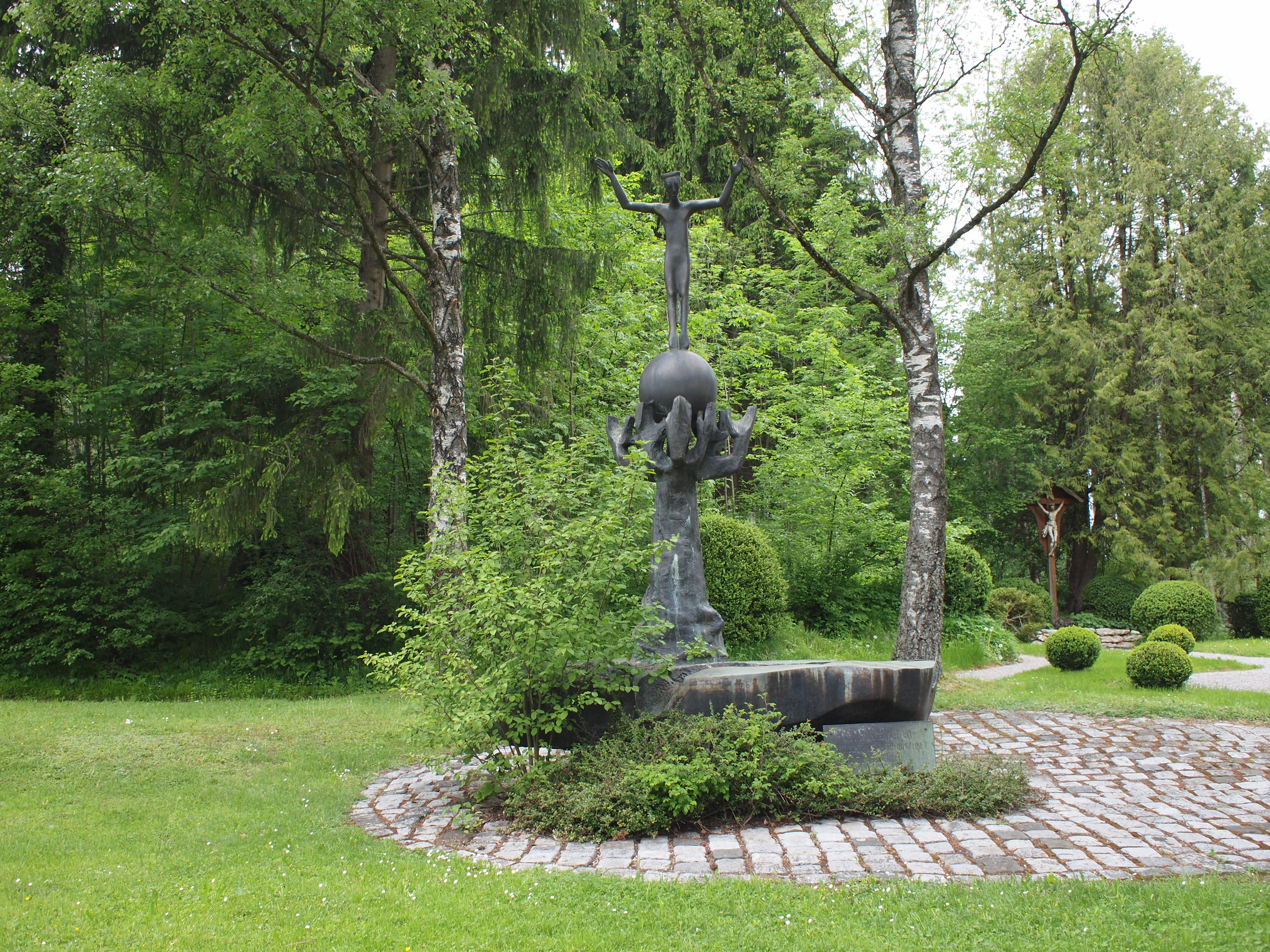
Euthanasie-Denkmal in Klosternähe

### Kloster Irsee
Das im Ostteil des Ortes gelegene Kloster Irsee ist ein ehemaliges Kloster der Benediktiner.
Das der Heiligen Maria geweihte Kloster wurde 1186 durch Markgraf Heinrich von Ronsberg auf dem Irseer Burgberg gegründet, allerdings bereits ab 1190 am heutigen Standort am Fuß des Berges neu errichtet. Die Hauptvögte waren von 1390 bis 1803 die Habsburger.
Im Jahre 1849 wurde im ehemaligen Kloster eine „Kreisirrenanstalt“ eingerichtet, die in der Zeit der NS-Gewaltherrschaft zur Tötung „lebensunwerten Lebens“ missbraucht wurde. Von 1939 bis 1945 wurden über 2000 Kinder, Frauen und Männer entweder in die Tötungsanstalten Hadamar, Grafeneck und Hartheim verschleppt oder in Irsee durch Verabreichung von „E-Kost“ (eine von bestimmten essentiellen Bestandteilen „befreite“ Nahrung) oder mittels Injektionen getötet. Die Verantwortung dafür hatte der damalige Anstaltsleiter und Psychiater Valentin Faltlhauser.
Seit 1981 erinnert eine Skulptur des Bildhauers Martin Wank in der ehemaligen Anstalt an dieses Geschehen.
Mitte der 1990er Jahre wurde im ehemaligen Leichenhaus der Heil- und Pflegeanstalt Irsee, in der sogenannten Prosektur, eine Gedenkstätte für die Opfer der NS-„Euthanasie“ eingerichtet. Im Vorraum ist das großformatige Triptychon möchte ich Sie noch höflichst bitten, mir folgende Fragen zu beantworten (1996) der Münchener Künstlerin Beate Passow ausgestellt. Sie kombinierte drei von Tätern gemachte Fotografien von Opfern mit Auszügen aus dem Briefwechsel zwischen Valentin Faltlhauser und Georg Hensel, der von 1939 bis 1946 Oberarzt in der Kinderheilstätte Mittelberg bei Oy im Allgäu war und Tbc-Versuche an behinderten Kindern in Kaufbeuren-Irsee durchführte.
Im Jahr 2009 wurden drei Stolpersteine des Kölner Künstlers Gunter Demnig vor dem Kloster Irsee verlegt. Stellvertretend für alle in Irsee ermordeten Patienten werden Maria Rosa Bechter, Anna Brieger und Ernst Lossa namentlich genannt.
Heute ist das Kloster ein Tagungs- und Bildungszentrum des Bezirks Schwaben, Sitz der Schwabenakademie Irsee.

### Klosterbrauerei und Brauereimuseum
Irsee ist Sitz der Brauerei Irseer Klosterbräu, in deren Brauereimuseum die jahrhundertealte Brautradition des Ortes dokumentiert ist.

## Persönlichkeiten

### Söhne und Töchter
- Josef Guggenmos (1922–2003), Lyriker und Kinderbuchautor

### Persönlichkeiten
- Meinrad Spieß (1683–1761) war Pater in der Benediktinerabtei Irsee, überregional anerkannter Musiktheoretiker, Komponist, Orgel- und Glockenexperte.
- Ulrich Weiß (1713–1763), Pfarrer von Irsee
- Johann Georg Specht (1721–1803) entwarf das Kloster-Ökonomiegebäude in Irsee.
- Johann Michael Hauber (1778–1843), deutscher katholischer Geistlicher, Schriftsteller und Hofkapellmeister
- Richard Wiebel (1869–1945), katholischer Geistlicher und Heimatforscher
- Valentin Faltlhauser (1876–1961) war ein deutscher Psychiater und als Anstaltsleiter und Gutachter an Euthanasieverbrechen beteiligt.

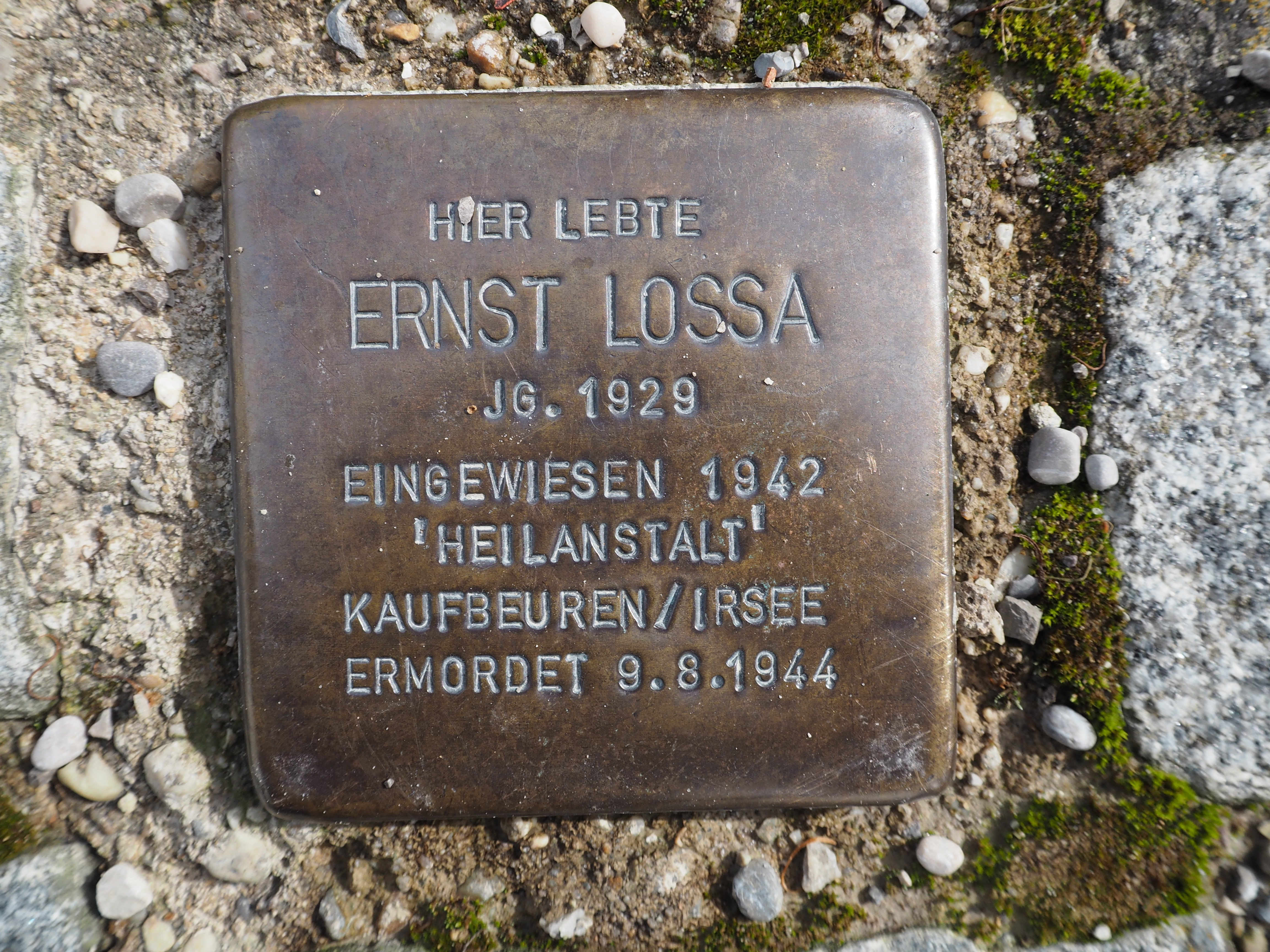
Stolperstein für Ernst Lossa

- Ernst Lossa (1929–1944) als Halbwaise in der „Heil- und Pflegeanstalt“ im Rahmen der Aktion Brandt ermordet
- Kurat Christian Frank (1867–1942), von 1894 bis 1942 Hausgeistlicher der Heil- und Pflegeanstalt, war ein Wegbereiter der Allgäuer Heimatforschung.